# Panteó Xifré

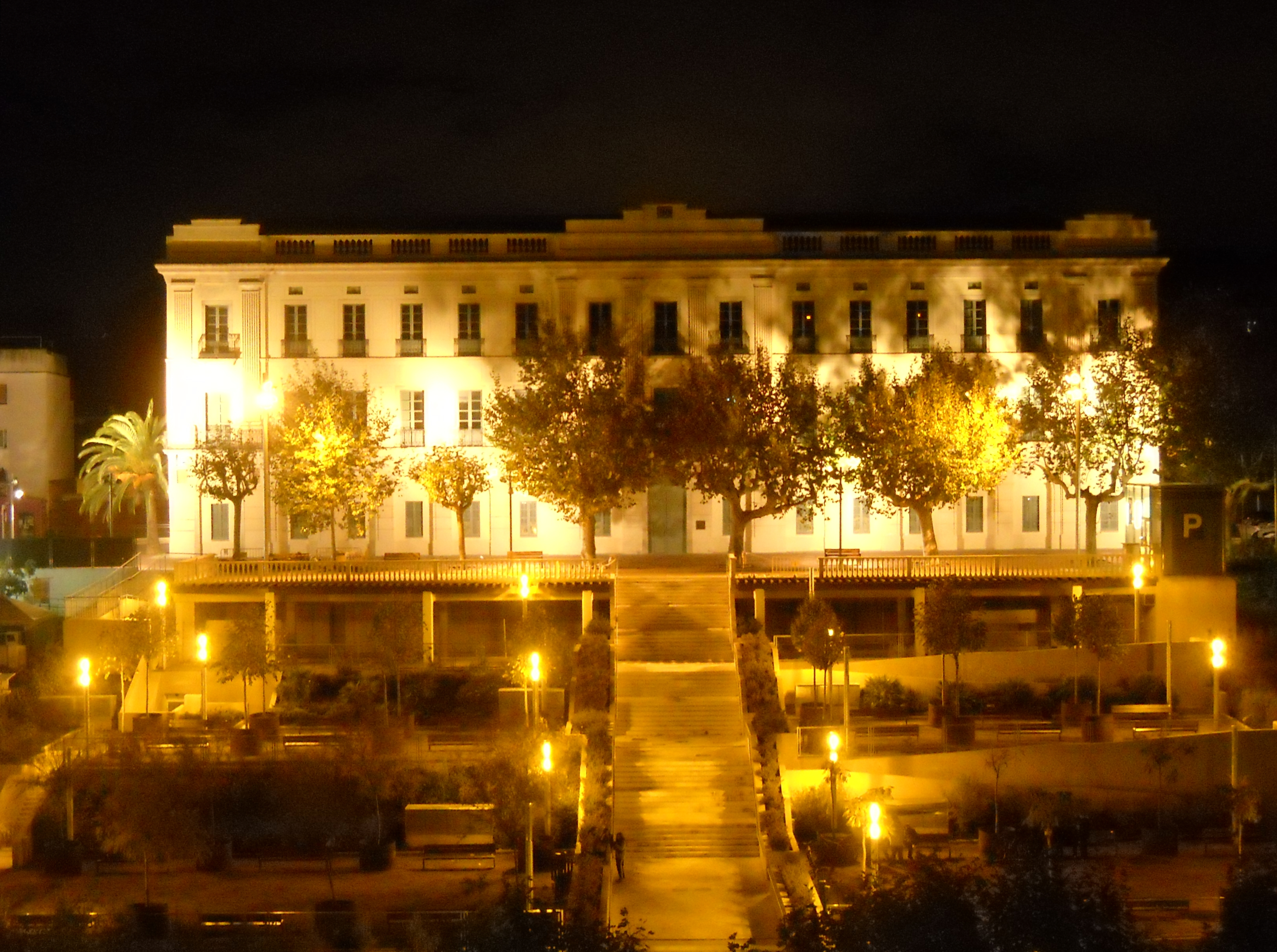
Visió nocturna de l'edifici on es troba el panteó.

El Panteó Xifré, també conegut com a Mausoleu Xifré, és un mausoleu construït per iniciativa de Josep Xifré Downing, fill de Josep Xifré i Casas a la mort d'aquest, dins de l'Hospital Xifré, edifici públic d'Arenys de Mar donat pel difunt com a «hospital per a pobres malalts» el 27 de desembre de 1849.

## Història
Josep Xifré i Casas (Arenys de Mar, 1777 - Barcelona, 1856) va ser un home de negocis, negrer, filantrop i mecenes. Va fer una gran fortuna a Cuba i els Estats Units. Quan es va retirar a Barcelona, va fer construir les cases del Pla de Palau (1835), anomenades popularment els Porxos d'en Xifré. La seva activitat principal va ser el mecenatge, gràcies al qual es va construir un hospital a Arenys i diversos edificis a Barcelona. La seva esposa, Judith Downing, i el seu únic fill estan enterrats en el famós cementiri de Père Lachaise.
En morir Josep Xifré a la seva torre del Guinardó, el 7 d'agost de 1856, el seu fill Josep Xifré Downing va encarregar a l'escultor francès Charles Gumery, que havia conegut en una de les seves habituals estades a París (les seves escultures adornen el Museu del Louvre, la Gare du Nord, el Palais d'Orsay, la Fontaine de Saint-Michel i l'Òpera Garnier) un magnífic mausoleu a la capella de l'hospital d'Arenys de Mar, on les seves despulles van ser enterrades el 7 d'agost de 1861, cinc anys després de la seva mort.

## Descripció
El mausoleu, tot de marbre de tipus arcosoli pla, integrat a la paret, té en la seva part central una estàtua jacent sobre un sarcòfag amb dues estàtues als costats. Sobre el mateix es pot llegir l'epitafi en llatí: «Josep Xifré i Casas, qui, del seu patrimoni, fundà aquesta casa per a la cura dels malalts».
A la part superior hi ha un baix relleu amb l'escut familiar, amb dos àngels als costats situat en la vertical per sobre d'un sarcòfag de marbre gris, que està muntat sobre una peana.y recolzat sobre unes potes en forma d'urpa. A sobre del sarcòfag hi ha la figura jacent de Xifré, vestit amb un hàbit llarg que li arriba fins als peus (cobrint) i que penja d'una manera simètrica sobre els costats del sarcòfag tapant en part. Jeu amb les mans creuades sobre el pit i el cap, recolzada sobre un coixí, que l'aixeca lleugerament.
A la dreta de la tomba, hi ha una figura de dona amb la inscripció en llatí "perseverantia" a la part frontal del pedestal, significat de l'estàtua. A l'esquerra de la tomba es troba un conjunt escultòric format per una dona i un nen amb el cap recolzat a la falda. Als seus peus, es pot llegir la inscripció en llatí "beneficentia" a la qual representa el conjunt.